# James W. Black
Sir James Whyte Black, (14 tháng 6 năm 1924 – 22 tháng 3 năm 2010) là một thầy thuốc, một nhà dược lý học người Scotland đã sáng chế Propranolol, tổng hợp Cimetidine và được thưởng Giải Nobel Sinh lý và Y khoa năm 1988 cho những sáng chế này.

## Cuộc đời
Black học ở Beath High School, tại Cowdenbeath, Fife, Scotland, rồi học Y học ở Đại học St Andrews, Fife. Trước năm 1967, kể cả thời gian ông là sinh viên ở đây, mọi hoạt động y học lâm sàng của đại học St Andrews đều diễn ra ở University College, được tách ra để trở thành Đại học Dundee, trường mà sau này Black trở thành hiệu trưởng danh dự. Ông gia nhập phân khoa Sinh lý học của Đại học St Andrews, rồi làm giảng viên ở Đại học Malaya (Malaysia).

## Sự nghiệp
Khi trở lại Scotland năm 1950, ông làm việc ở Trường Thú Y Đại học Glasgow, nơi ông thành lập Phân ban Sinh lý học. Thời gian này ông vừa làm việc ở trường đại học, vừa làm trong ngành công nghiệp như ở hãng dược phẩm ICI Pharmaceuticals (1958–1964), GlaxoSmithKline (1964–1973) và Wellcome Trust (1978–1984) đồng thời được bổ nhiệm làm giáo sư dược lý học ở University College London (1973–1978) và King's College London (1984–1992).

## Cống hiến khoa học và lâm sàng
Sir James Black đã đóng góp vào sự hiểu biết về lâm sàng và khoa học căn bản trong khoa bệnh tim, cả với tư cách một thầy thuốc lẫn tư cách một nhà khoa học nghiên cứu cơ bản. Việc sáng chế ra propranolol của ông đã cách mạng hóa việc chế ngự chứng đau thắt ngực (angina pectoris), được coi là một trong các đóng góp quan trọng nhất về y học lâm sàng và dược lý học của thế kỷ 20. Phương pháp nghiên cứu của ông, các phát hiện của ông về dược lý học adrenergic, và việc ông làm sáng tỏ cơ chế hoạt động của tim đều là những mặt mạnh trong công trình của ông.
Ông góp công lớn trong việc phát hiện cimetidine, một phân tử giúp ngăn ngừa chứng loét dạ dày. Việc phát hiện ra chất chống histamin H2 này đã dẫn tới việc chế ra một số thuốc như Zantac.

## Giải thưởng và Vinh dự
- 1976: được bầu vào Royal Society[6]
- 1981: được phong tước Knight Bachelor
- 2000: được thưởng Order of Merit (Huân chương công trạng) do Nữ hoàng Elizabeth II trao.
- 1976: Giải nghiên cứu Y học lâm sàng Lasker-DeBakey.[7]
- 1979: Giải Artois-Baillet Latour Health
- 1982: Giải Wolf về Y học
- 1988: Giải Nobel Sinh lý và Y khoa